# Radinjinci
Radinjinci (cirill betűkkel Радињинци) egy falu Szerbiában, a Piroti körzetben, a Babušnicai községben.

## Népesség
- 1948-ban 612 lakosa volt.
- 1953-ban 654 lakosa volt.
- 1961-ben 627 lakosa volt.
- 1971-ben 591 lakosa volt.
- 1981-ben 532 lakosa volt.
- 1991-ben 404 lakosa volt
- 2002-ben 288 lakosa volt,[1] akik közül 286 szerb (99,3%) és 2 ismeretlen.[2]